# Ein Käfer gibt Vollgas
Ein Käfer gibt Vollgas ist ein deutsch-schweizerischer Film aus dem Jahr 1972. Er ist der zweite von fünf Filmen der Dudu-Filmreihe um einen gleichnamigen Wunder-Käfer.

## Handlung
Jimmy Bondi und sein Wunderkäfer Dudu sind auf dem Seeweg unterwegs Richtung Portugal. An der Algarve werden sie Zeuge einer Auseinandersetzung, in der es Ex-Häftling Plato und die attraktive Tamara mit Marchese de la Sotta und seinen Schergen zu tun haben. Plato ist im Besitz eines Briefes, der ihn auf die Spur von Druckplatten für Falschgeld bringen soll, die sich im Besitz seines Freundes Schibulski, Tamaras Bruder, befanden. Als Jimmy Bondi und Dudu ihren neuen Bekannten zu Hilfe kommen, bleibt der Brief durch einen Zufall im Inneren des Käfers liegen. Jimmy Bondi verweist Plato und Tamara nach Lissabon, wo er und seine Freunde Magnolia und Cyrill die Firma General Service betreiben, die Aufträge aller Art annimmt, während der Marchese seine Leute nach Dudu suchen lässt, um an den Brief zu gelangen.
Tamara kommt dahinter, dass Plato nicht der frühere Freund ihres Bruders, sondern von der Polizei ist, da der echte Plato sich einst das Handgelenk gebrochen hatte und seine Fäuste wohl nicht so kräftig gegen den Marchese und dessen Leute hätte einsetzen können.
In Lissabon machen Plato und Tamara die Bekanntschaft der Firmenchefin Magnolia, die sich sofort voller Freude nach Jimmys Wohlergehen erkundigt. Nachdem kurze Zeit später auch Jimmy und Dudu eintreffen, werden sie von zwei von de la Sotta beauftragten Gangstern behelligt, können sich aber gegen diese zur Wehr setzen. Auch Plato und Tamara werden vom Marchese auf dessen Anwesen entführt, können aber fliehen.
Plato will den Brief indessen nur an Jimmy Bondi übergeben. Aus dem Brief geht hervor, dass die zweite Druckplatte wahrscheinlich im Bungalow versteckt ist. Plato offenbart, dass er für das „FBSCN“, das „Federal Bureau of Security for Coins and Notes“, arbeitet. Er braucht Jimmys Unterstützung, um den Marchese im Moment der Übergabe der Druckplatten dingfest zu machen. Auf der Veranda des Bungaklow lässt der Marchese seine Leute nach der Druckplatte suchen. Jimmy Bondi versucht vergeblich, Zeit zu gewinnen, bis Platos Kollegen eintreffen und den Marchese verhaften können, indem er sich als alter Mann verkleidet und vorgibt, dass er mit Dchibulski Schach spielen will.
In einem letzten Aufeinandertreffen am Strand, wo der Marchese mit dem Luftkissenfahrzeug fliehen will, wird Plato vom Marchese und seinen Leuten eingekreist; ein weiteres Mal kommen ihm Jimmy und Dudu zu Hilfe. Da Platos Vorgesetzter die Druckplatten als Beweis braucht, verfolgt Plato den flüchtenden Marchese auf seinem Luftkissenfahrzeug. Plato kann beim Marchese keine Druckplatten finden. da dieser sie vorher an seinen Anwalt Silva übergeben hat. Plato lässt den Marchese aber in seinem Luftkissenfahrzeug treiben, bis der Treibstoff zu Ende geht. Jimmy, der mit Dudu hinterhergeschwommen ist, und Plato wollen sogleich mit Dudu in die Ferne aufbrechen, werden aber von Magnolia, der Jimmy einst die Ehe versprochen hatte, mit Hilfe des Fernsteuerungsgurtes an Land zurückgerufen, den Jimmy in der Eile an Land vergessen hatte.

## Hintergrund
Dieser Film baute die Fähigkeiten des Superkäfers aus (Dusche, zuschlagende Türgriffe und Radkappen, Fernsteuerung durch Funkgerät und volle Schwimmfähigkeit) und etablierte die Identität des Fahrers als Jimmy Bondi und die Quasi-Ehe mit Kathrin Oginski. Viel Slapstick und bemerkenswert wegen der Mitwirkung von Joachim Fuchsberger als gleichwertigem Helden neben Robert Mark alias Rudolf Zehetgruber.
In diesem Film ist Dudu ein VW 1300. Auffälliges Zubehör sind der unter der vorderen Stoßstange montierte Ölkühler, ein oben angeschlagener Heckscheibenwischer, Nebelscheinwerfer sowie ein schwarz-weißer Streifen mit der Aufschrift Mahag Tuning München über den Trittbrettern. Die Radkappen sollen Fuchsfelgen von Porsche nachahmen.
Für die Trickszenen am Strand, in denen Dudu nicht fährt, wird überwiegend ein Käfer zwischen Baujahr 1957 und 1959 verwendet. Zu erkennen ist das an den nicht besonders sorgfältig verschlossenen Winkerschächten in Verbindung mit der rechteckigen Heckscheibe.
Ein fahrtüchtiges Auto dieses Films wurde in der Nachfolgeproduktion Ein Käfer auf Extratour in mehreren Szenen wiederverwendet. Zu erkennen ist das an dem Ölkühler und Reste des schwarz-weißen Streifens über dem Trittbrett.

## Kritik
„Einfältige und alberne Fortsetzung der Volkswagen-Serie.“